# Миньона

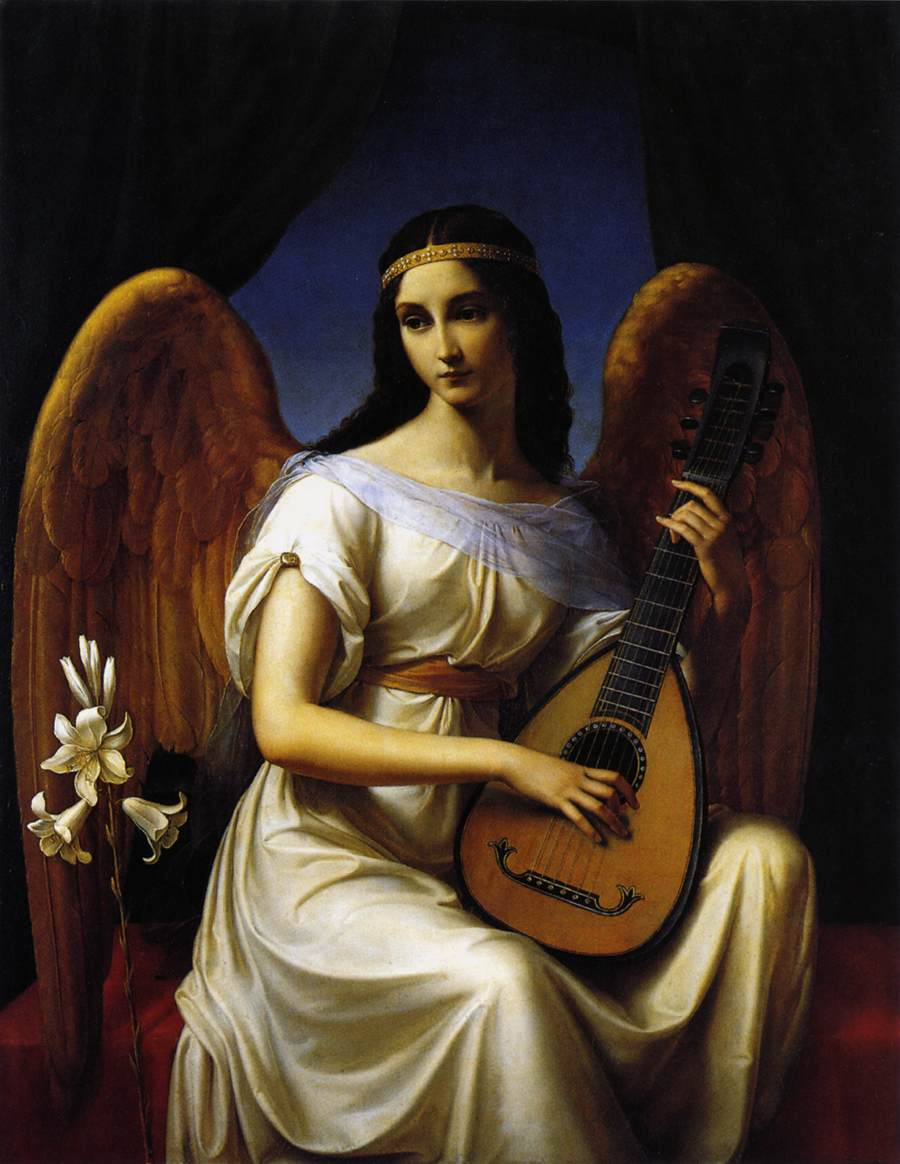
«Миньона» Фридрих Вильгельм фон Шадов, 1828 г.

Миньона (фр. mignon — миленький, славный, крошечный) — персонаж романа Иоганна Вольфганга Гёте «Годы учения Вильгельма Мейстера» (1795), замкнутая девочка-подросток.

## В романе
Герой романа, писатель Вильгельм Мейстер встречает девочку Миньону 12-13 лет, бродячую циркачку, которая странствует в составе группы артистов. Миньона плохо говорит по-немецки, в её песнях звучит тоска по родине — Италии. Она носит одежду мальчика и называет себя мальчиком. Другие артисты оскорбляют её и подвергают различным нападкам. Вильгельм Мейстер оказывает ей покровительство и выкупает у хозяина, который избивал её, за тридцать талеров. Миньона начинает повсюду следовать за ним и прислуживать ему и его спутникам. Она умеет танцевать и выполнять акробатические упражнения. Вильгельм относится к ней с отцовскими чувствами. К ним присоединяется старый Арфист — полубезумная личность.
Привязанность Миньоны к Вильгельму Мейстеру перерастает во влюблённость, она ревнует его к другим женщинам. Когда Вильгельма ранили разбойники, она пыталась остановить кровь из раны своими волосами. После успешной постановки «Гамлета» актёры устраивают пиршество, где Вильгельму оказывает знаки внимания женщина по имени Аврелия. Миньона кусает Вильгельма за руку, когда он выходил со своей спутницей. Ночью к нему в комнату приходит незнакомка, с которой он проводит страстную ночь, но в темноте и из-за алкоголя он не знает, кто это. Утром вид Миньоны удивил Вильгельма, она изменила своё поведение с ним, ему кажется, что она повзрослела за одну ночь.
Вильгельм решает оставить Миньону в деревне у Терезы, чтобы укрепить её здоровье. Выясняется, что Миньона — дочь Арфиста от его кровосмесительной связи с сестрой. В финале романа Миньона умирает у Вильгельма на руках после тяжёлой болезни. Незадолго до смерти она согласилась носить женское платье. Вильгельм узнаёт, что в ту ночь Миньона проникла в его комнату, чтобы провести с ним ночь в «душевной близости». Она спряталась там, ожидая его, но вслед за ней туда вошла незнакомка, а затем и сам Вильгельм, закрывший дверь. Всю ночь она тайно пробыла в комнате, «сгорая» от ревности и вожделения. Это стало потрясением для неё и ускорило течение болезни.

## Песни
Перевод на русский язык песен Миньоны выполнен Борисом Пастернаком. Известны переводы Фёдора Тютчева, Аполлона Майкова, Михаила Михайлова.

## Образ Миньоны в искусстве
Образ Миньоны встречается в произведениях музыкантов и писателей.
- Немецкий композитор Людвиг ван Бетховен написал «Песнь Миньоны» для фортепиано.
- Роберт Шуман написал фортепианную пьесу «Миньона». Также он написал «Реквием по Миньоне», для хора с оркестром (1849).
- Австрийский композитор Франц Шуберт сочинил три песни Миньоны (для женского голоса с фортепиано), а также дуэт Миньоны и Арфиста (для двух женских голосов с фортепиано; 1815—1826).
- Венгерский композитор Ференц Лист написал романс «Песнь Миньоны»[5].
- Французский композитор Амбруаз Тома написал оперу «Миньона» (1866), где героиня возвращается в родной дом, в котором она провела детство.
- Русский композитор Пётр Чайковский написал романс «Нет, только тот, кто знал» (1869), основанный на песне Миньоны[6].
- Латышский композитор Эмилс Дарзиньш написал песню «Миньона» (1900) для смешанного хора на слова И. В. Гёте в переводе Р. Блауманиса.
- По мнению самого Гёте, фигура глухонемой прислужницы Фенеллы в романе «Певерил Пик» (1823) срисована Вальтером Скоттом с Миньоны[7].
- В романе английской писательницы Анджелы Картер «Ночи в цирке» Миньон — девушка из цирка, которую сексуально эксплуатируют работники цирка[8].
- В стихотворении Владимира Набокова «Помплимусу» (помплимус — грейпфрут) упоминается Миньон.
- В фильме немецкого режиссёра Вима Вендерса «Ложное движение» (1975) по роману Гёте роль Миньон играет 14-летняя Настасья Кински.
- Русский писатель Фёдор Достоевский планировал назвать одно из своих произведений «Миньона»[9]. В дальнейшем он использовал образ Миньон в разработке персонажей[10]. Исследователи его творчества писали о сходстве Миньон и Нелли (из романа «Униженные и оскорблённые»)[11].
- И. С. Тургенев создал русский аналог Миньоны в образе Аси из одноимённой повести 1857 года[12]. Действие повести также происходит в Германии, и по всему тексту разбросаны отсылки к произведениям Гёте.
- В романе Эриха М. Ремарка «Приют грёз» одну из главных героинь — Элизабет, называют Миньона.
- Лермонтов сравнивает девушку-контрабандистку в романе «Герой нашего времени» в главе «Тамань» с Миньоной Гёте.
- Встреча Гёте с прообразом его героини изображена в стихотворении Бунина «Миньона» (1916).
- Анна Ахматова упоминает Миньону в стихотворении «Алиса» из сборника «Вечер».